# Morro de Castelo Branco - Ilha do Faial
Morro de Castelo Branco - Ilha do Faial este o arie protejată (arie specială de conservare — SAC, sit de importanță comunitară — SCI) din Portugalia întinsă pe o suprafață de 126,42 ha, din care 81 % marine.

## Localizare
Centrul sitului Morro de Castelo Branco - Ilha do Faial este situat la coordonatele 38°31′21″N 28°45′15″W / 38.5225°N 28.7542°V.

## Înființare
Situl Morro de Castelo Branco - Ilha do Faial a fost declarat sit de importanță comunitară în iunie 1995 pentru a proteja 4 specii de plante și 11 specii de animale. Situl a fost protejat și ca arie specială de conservare în iunie 2009.

## Biodiversitate
Situată în ecoregiunile  și marină macaroneziană, aria protejată conține 7 habitate naturale: Golfuri mici largi și golfuri puțin adânci, Recifuri, Vegetație anuală la limita mareei, Vegetație perenă pe țărmurile stâncoase, Faleze cu floră endemică de pe coastele macaroneziene, Pajiști macaroneziene cu vegetație endemică, Peșteri marine scufundate complet sau parțial.
La baza desemnării sitului se află mai multe specii protejate:
- plante (4): Azorina vidalii, Erica scoparia subsp. azorica, Picconia azorica, Spergularia azorica
- păsări (9): stârc cenușiu (Ardea cinerea), pietruș (Arenaria interpres), Calidris alba, Calonectris diomedea, prundăraș de sărătură (Charadrius alexandrinus), pescăruș râzător (Larus ridibundus), Numenius phaeopus, Puffinus assimilis, chiră de baltă (Sterna hirundo)
- mamifere (1): delfin mare (Tursiops truncatus)
- reptile (1): Caretta caretta

Pe lângă speciile protejate, pe teritoriul sitului au mai fost identificate 14 specii de plante, 11 specii de păsări, 1 specie de mamifere, 9 specii de nevertebrate, 7 specii de pești.